# Завада (Вељки Кртиш)
Завада (слч. Závada) насељено је мјесто са административним статусом сеоске општине (слч. obec) у округу Вељки Кртиш, у Банскобистричком крају, Словачка Република.

## Становништво
| Година:    | 1994. | 2004.    | 2014.   | 2024.    |
| ---------- | ----- | -------- | ------- | -------- |
| Број људи: | 482   | 540      | 502     | 392      |
| Разлика:   |       | +12,03 % | -7,03 % | -21,91 % |

| Година:    | 2023. | 2024.   |
| ---------- | ----- | ------- |
| Број људи: | 401   | 392     |
| Разлика:   |       | -2,24 % |

Према подацима о броју становника из 2011. године насеље је имало 517 становника.